# Фаналука
Фаналука, или фаналока (лат. Fossa fossana) — хищное млекопитающее из семейства мадагаскарских виверр (Eupleridae). Вид выделяют в монотипический род фаналук (Fossa).

## Описание
У фаналуки массивное умеренно удлинённое тело и цилиндрический хвост, составляющий примерно половину длины тела. Длина тела достигает 40—45 см, длина хвоста — 21—25 см. Масса тела самцов до 2 кг, самок до 1,5 кг. Морда длинная узкая; лапы относительно тонкие с небольшими когтями. Зубы режущего типа, слабо дифференцированные, хорошо выражены хищнические предкоренные, но клыки развиты слабо. Мех короткий густой рыжеватый с тёмно-коричневыми пятнами на боках, сливающимися в прерывчатые продольные полосы на спине. Брюхо серовато-белое. На хвосте шерсть немного длиннее с тёмно-бурыми пятнами вытянутыми в виде поперечных колец. Характерно отсутствие анальных желёз.

## Распространение
Эндемик Мадагаскара. В прошлом была широко распространена во всех лесах острова. В настоящее время встречается только в лесах на востоке и севере Мадагаскара, главным образом во влажных местообитаниях — вдоль водотоков и в болотистых местностях. Населяет подлесок густых дождевых лесов, в том числе прибрежных. Распространена до высоты 1600 м, но выше 1000 м встречается редко. Вторичных лесов избегает.

## Образ жизни
Ведёт исключительно наземный образ жизни, активна по ночам. Днём прячется в дуплистых деревьях, под упавшими стволами и среди скал. Питается мелкими позвоночными (млекопитающими, пресмыкающимися и земноводными), насекомыми и птичьими яйцами. Брачный период в августе-сентябре. Беременность длится около 82—89 дней, в помёте только один детёныш. Детёныши рождаются хорошо развитыми, с открытыми глазами, самостоятельными становятся через 10 недель, половой зрелости достигают в двухлетнем возрасте.

## Охрана
Занесена в Красный список МСОП как уязвимый вид, который в скором будущем может оказаться под угрозой исчезновения, а также во Второе приложение СИТЕС. За последние 10 лет численность фаналук в природе сократилась на 20—25 % из-за уничтожения мест обитания, частой охоты и влияния одичавших завезённых хищников: кошек, собак и индийских малых цивет (Viverricula indica), являющихся их конкурентами. А собаки, кроме того, также как и местные хищники, охотятся на фаналук. Охраняется в нескольких национальных парках: Монтань-д’Амбр, Масуала (Masoala), Марожежи, Захамена (Zahamena), Ранумафана и Андохахела (Andohahela), а также в заповеднике Анкарана (Ankarana Special Reserve).